# 長浜町 (滋賀県)
長浜町（ながはまちょう）は、滋賀県坂田郡にあった町。現在の長浜市の中心部にあたる。

## 地理
- 湖沼：琵琶湖
- 河川：米川、十一川

## 歴史
- 1889年（明治22年）4月1日 - 町村制の施行により、長浜町（長浜御堂前町・長浜伊部町・長浜相生町・長浜三ツ矢町・長浜神戸町・長浜郡上町・長浜北呉服町・長浜西魚屋町・長浜南呉服町・長浜祝町・長浜大手町・長浜東本町・長浜宮町・長浜横町・長浜西本町・長浜錦町・長浜神前町・長浜米川町・長浜南片町・長浜片町・長浜高田町・長浜北門前町・長浜八幡町・長浜田町・長浜永保町・長浜北船町・長浜南船町・長浜船山町・長浜栄船町）の区域をもって発足。
- 1943年（昭和18年）4月1日 - 神照村・六荘村・南郷里村・北郷里村・西黒田村・神田村と合併して長浜市が発足。同日長浜町廃止。

## 町長
- 河路重平
- 下郷久成

## 交通

### 鉄道路線
- 鉄道省
  - 北陸本線
    - 長浜駅

### 道路
- 北国街道（現・国道8号）

### 港湾
- 長浜港